# Григорій Харкевич
Григо́рій Харке́вич (пол. Arcybiskup Grzegorz, в миру Єжи Харкевич, польск. Jerzy Charkiewicz, 4 грудня 1964 Білосток, Польща) - архієрей Православної церкви Польщі, архієпископ Бєльський, вікарій Варшавській єпархії.

## Біографія
Народився 4 грудня 1964 року в Білостоці, в Польщі.
З 1979 року навчався в православній духовній семінарії у Варшаві. Потім навчався в Яблучинській семінарії, яку закінчив у 1985 році.
З 1985 по 1992 роки навчався в Ленінградській духовній академії, де в 1991 році захистив магістерську працю.
28 серпня 1989 архієпископом Саввою висвячений на диякона.
7 квітня 1994 архієпископом Саввою в Супрасльському Благовіщенському монастирі був пострижений в чернецтво, наречений іменем Георгій і в той же день висвячений у сан ієромонаха. У 1994 році возведений у сан ігумена. Був послушником асистента в Християнській богословській академії у Варшаві  на факультеті іконографії.

## Архієрейство
12 травня 1998 висвячений на єпископа Бєльського, вікарія Варшавської єпархії.
З 1 квітня 2008 року - єпископ Супрасльський, вікарій Білостоцько-Гданської єпархії. Будучи в розпорядженні Польського Священного Синоду, служив піклувальником православних обителей Польщі.
9 листопада 2010 року Собор Єпископів Православної церкви Польщі задовольнив прохання єпископа Григорія, звільнивши його з посади намісника монастиря в Супраслі, залишивши його в той же час єпископом Супрасльським.
Указом Митрополита Варшавського Савви від 9 жовтня 2017 року, № 364 - Його Високоповажність, його високопреосвященства Григорія, єпископа Бєльського - підняв гідності - архієпископа.